# ديشونا باربر
ديشونا باربر (بالإنجليزية: Deshauna Barber)‏ (مواليد 6 ديسمبر 1989) حاملة لقب مسابقة ملكة جمال، متحدث تحفيزي، ونقيب في جيش الاحتياط الولايات المتحدة الأمريكية. توجت بلقب ملكة جمال الولايات المتحدة الأمريكية 2016 من قبل حاملة اللقب المنتهية ولايتها أوليفيا جوردان من أوكلاهوما. مثلت الولايات المتحدة في مسابقة ملكة جمال الكون 2016 وحصلت على المركز التاسع في التصفيات النهائية.

## نشأتها
ولدت باربر في 6 ديسمبر 1989 في كولومبوس بولاية جورجيا لأبوين دارين باربر وكورديليا باربر ، وكلاهما من المحاربين القدامى. كانت شقية عسكرية ، وانتقلت بسبب مسيرة والدها العسكرية لمدة 20 عامًا في القبعات الخضراء إلى نورث كارولينا ونبراسكا ومينيسوتا وفيرجينيا وواشنطن العاصمة انضم باربر إلى احتياطي جيش الولايات المتحدة في سن 17. التحقت بجامعة ولاية فرجينيا وتخرجت بدرجة في إدارة الأعمال.

## روابط خارجية
- ديشونا باربر على إنستغرام